# Fuentes de Año
Fuentes de Año è un comune spagnolo di 171 abitanti situato nella comunità autonoma di Castiglia e León.